# Carlo Tenerani
Pour les articles homonymes, voir Tenerani.
Carlo Tenerani (né en 1845 et mort vers 1927) est un ingénieur, un architecte, un professeur et un photographe amateur italien.

## Biographie
Comme photographe amateur, il prend part en 1900 à l'Exposition de Turin avec des photographies au carbone qui reçoivent une bonne critique dans le Bulletin de la Société Photographique Italienne. Il joue un rôle actif lors l'exposition de 1905 de l'Association Artistique et Culturelle d'Architecture de Rome dans laquelle il expose une série photographique de monuments de Rome et de la province, de Grèce, d'Espagne et de Norvège. Il est en 1911 nommé vice-président de la section « photographie amateur » lors de l'exposition organisée pour le cinquantième anniversaire du royaume d'Italie. Il est membre de l'Association de Photographie Amateur de Rome depuis 1890.
Homme politique romain, il est conseiller de la ville durant plusieurs années. Ingénieur, architecte et professeur, Carlo Tenerani est actif à Rome de 1890 à 1911. Il gagne en 1869 le premier prix du Concorso Clementino-Pellegrini pour l'Edificio per Concilii da erigersindi fronte alla Basilica Vaticana. Il est membre du Comité Exécutif de l'Exposition des Beaux-Arts de Rome en 1882 avec huit autres personnes. Féru d'art, Tenerani est nommé président de l'Accademia di San Luca de 1906 à 1907. Il est également président du Comice agricole de Rome et est l'un des vice-présidents du Bureau de la Présidence du VIIe Congrès International d'Agriculture qui se tient à Rome en avril-mai 1903. 
Proche ami de Marguerite de Savoie, reine d'Italie, il aurait contracté avec elle un mariage secret en 1903. Chevalier, patricien romain, le commendatore Carlo Tenerani a été décoré d'un nombre important d'Ordres, membre et président ( Congrégation de la Charité de Rome, etc) de diverses associations caritatives et artistiques. Il fut notamment vice-président puis président de la "Société romaine d'horticulture" ("Società Orticola Romana"), président de l'orphelinat Santa Maria degli Angeli pendant 22 ans (1905-1927), le dernier président de la "Société des Jardins d'enfants" (Società degli Asili d’Infanzia) et le premier président des "Instituts regroupés de l'Assistance à l'enfance" (Istituti Raggruppati per l'Assistenza all'Infanzia ou IRAIM), après la fusion en 1927 de la Société de jardins d'enfants avec l'"Œuvre de Saint-Vincent de Paul pour l'Assistance à l'enfance", créé en 1922 (Opera di S. Vincenzo de’ Paoli per l’assistenza all’infanzia ),.

## Sources
- Mantellate, Accademia di San Luca : Atti della R. Accademia romana di belle arti denominata di San Luca, 1894
- Maria Elisa Tittoni, Anita Margiotta, Museo di Roma : Scenari della memoria: Roma nella fotografia, 1850-1900, Mondadori Electa, 2002
- The Pittsburgh Press - 20 décembre 1903
- Museo di roma, Photographies de Carlo Tenerani